# Гороватка (Великолукский район)
Гороватка — деревня в Великолукском районе Псковской области России. Входит в состав сельского поселения «Шелковская волость».
Расположена в 20 км к востоку по дорогам или в 10 км от границы райцентра Великие Луки, на автодороге М9 между реками Вскуица (Крупица) и Кунья. В 2 км к востоку находится деревня Корнилово Ушицкой волости Куньинского района.

## Население
Численность населения деревни по состоянию на 2000 год составляла 2 жителя, на 2010 год — 6 жителей.